# Johannes Lingelbach
Johannes Lingelbach (Frankfurt, 1622 - Amsterdam, 1674) foi um pintor neerlandês.

## Obras selecionadas

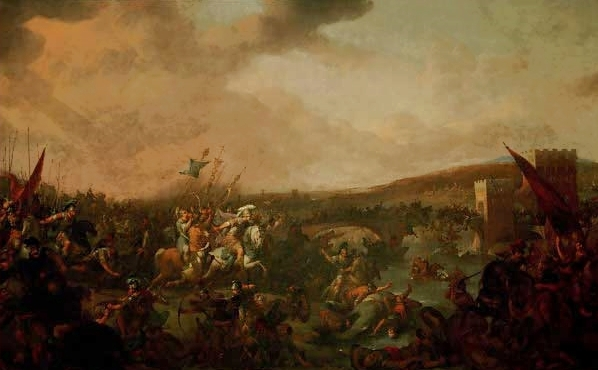
Batalha da Ponte Milvian, c. 1650.

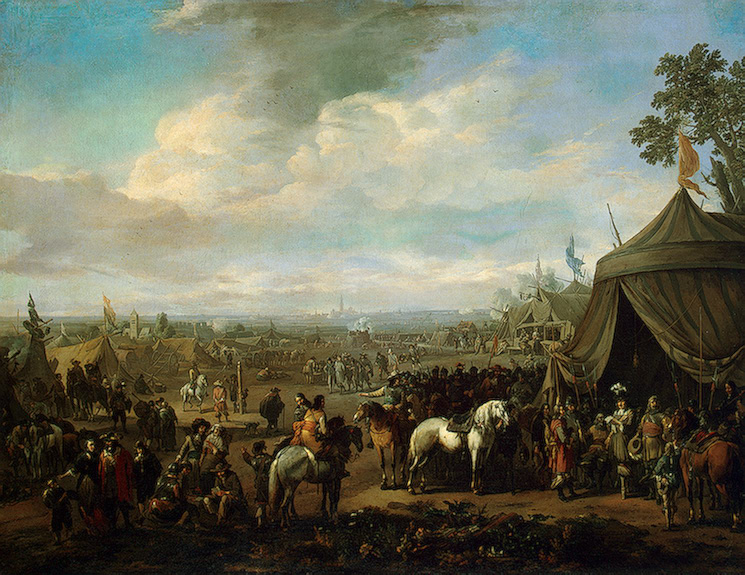
Cidade Flamenga Sitiada por Soldados Espanhóis, c. 1674.

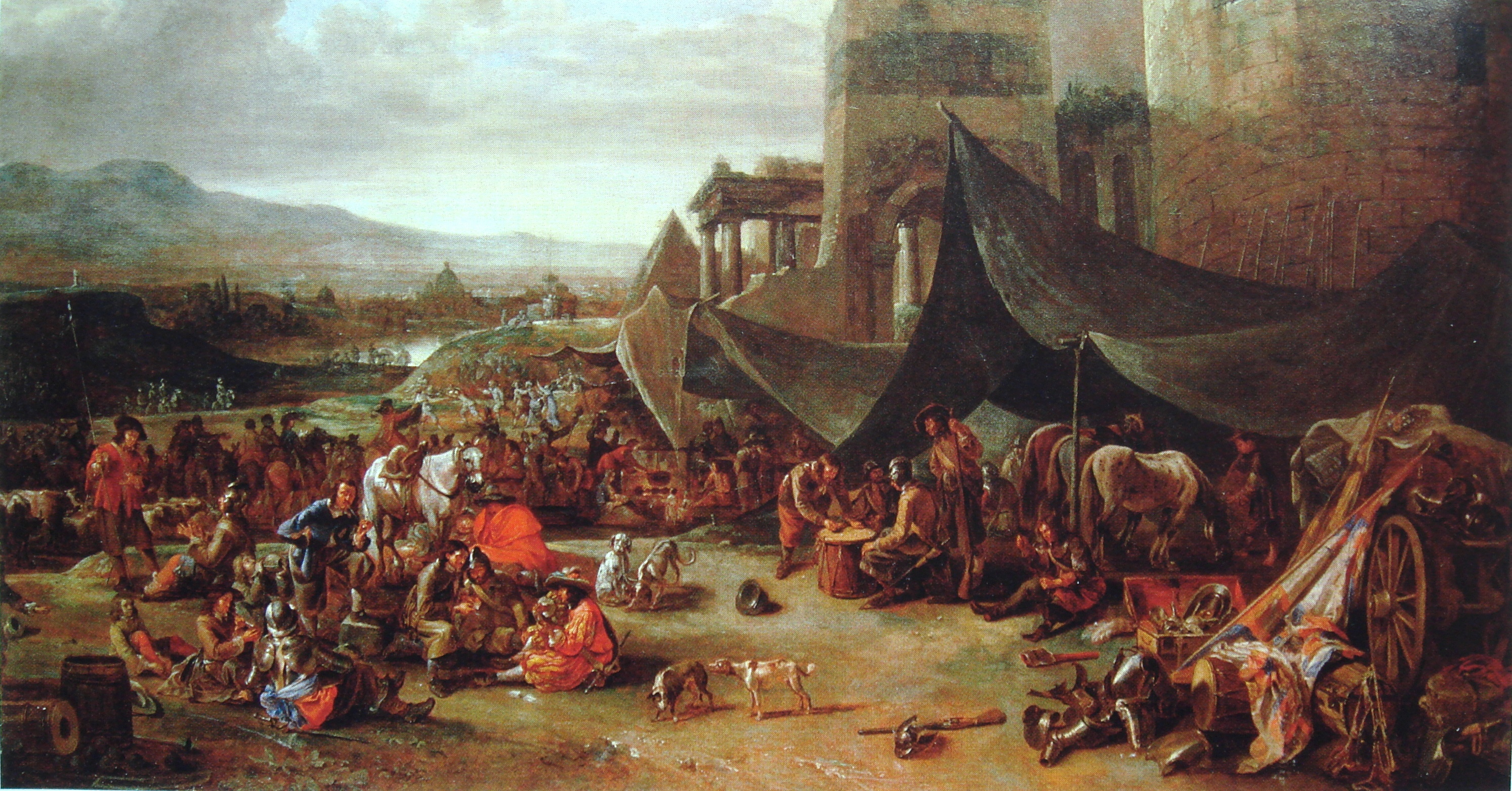
O saque de Roma de 1527, por Johannes Lingelbach.

- 1600s - Ciganos ao Banho, pintura a óleo, (Öffentliche Kunstsammlung, Basel)[2]
- 1600s - Uma Batalha no Mar, pintura a óleo, (coleção privada)[3]
- c. 1650 - Batalha da Ponte Milvian
- 1650 - O Ferreiro, (coleção privada)
- 1650 - Auto-retrato com Violino, (Zurique)
- 1652 - Cena de Batalha, pintura a óleo, (Getty Museum, Los Angeles)
- 1653 - Cena no Mercado Romano, pintura a óleo, (Royal Museums of Fine Arts, Bélgica)[2]
- 1660 - A Praça do Povo, Roma, pintura a óleo, (Minneapolis Institute of Arts, Minneapolis)[4]
- 1671 - Cena de Batalha, pintura a óleo, (Metropolitan Museum of Art, New York City)[5]
- 1674 - Cidade Flamenga Sitiada por Soldados Espanhóis, pintura a óleo, (Hermitage Museum, São Petesburgo)[6]